# 阿贝尔求和公式
阿贝尔求和公式是由尼尔斯·阿贝尔所发现，广泛应用于数论之中，以便用来计算级数。

## 恒等式
设{\displaystyle a_{n}}为一列由实数或複數，{\displaystyle \phi }是一個連續可導函数，则
{\displaystyle \sum _{1\leq n\leq x}a_{n}\phi (n)=A(x)\phi (x)-\int _{1}^{x}A(u)\phi '(u)\,\mathrm {d} u}
其中{\displaystyle A(x)}是部分和
{\displaystyle A(x):=\sum _{1\leq n\leq x}a_{n}\,.}
而且这正是對黎曼－斯蒂尔杰斯积分运用分部积分法所得到的。
更一般情況，有
{\displaystyle \sum _{x<n\leq y}a_{n}\phi (n)=A(y)\phi (y)-A(x)\phi (x)-\int _{x}^{y}A(u)\phi '(u)\,\mathrm {d} u\,.}

## 例

### 欧拉-马斯刻若尼常数
设{\displaystyle a_{n}=1}，{\displaystyle \phi (x)={\frac {1}{x}}}，則{\displaystyle A(x)=\lfloor x\rfloor }，恆等式變為
{\displaystyle \sum _{n=1}^{x}{\frac {1}{n}}={\frac {\lfloor x\rfloor }{x}}+\int _{1}^{x}{\frac {\lfloor u\rfloor }{u^{2}}}\,\mathrm {d} u,}
因此是一种可以表示欧拉-马斯刻若尼常数的方式。

### 黎曼ζ函数的表示
设{\displaystyle a_{n}=1}，{\displaystyle \phi (x)={\frac {1}{x^{s}}}}，則{\displaystyle A(x)=\lfloor x\rfloor }，故
{\displaystyle \sum _{1}^{\infty }{\frac {1}{n^{s}}}=s\int _{1}^{\infty }{\frac {\lfloor u\rfloor }{u^{1+s}}}\mathrm {d} u\,.}
公式在{\displaystyle \Re (s)>1}時成立，并且可以用来推导狄利克雷定理，其斷言，若以{\displaystyle \zeta }表示黎曼ζ函数，則{\displaystyle \zeta (s)}在s = 1處有留数为1的简单極點。

### 黎曼ζ函数的倒数
设{\displaystyle a_{n}=\mu (n)}，{\displaystyle \mu }為默比乌斯函数，且{\displaystyle \phi (x)={\frac {1}{x^{s}}}}，則{\displaystyle A(x)=M(x)=\sum _{n\leq x}\mu (n)}，故{\displaystyle A}為梅滕斯函数，而恆等式變成
{\displaystyle \sum _{1}^{\infty }{\frac {\mu (n)}{n^{s}}}=s\int _{1}^{\infty }{\frac {M(u)}{u^{1+s}}}\mathrm {d} u\,.}
上式在{\displaystyle \Re (s)>1}時成立。